# Deutsche Multiple Sklerose Gesellschaft
Die Deutsche Multiple Sklerose Gesellschaft (DMSG) vertritt die Belange von Menschen, die an Multipler Sklerose erkrankt sind und organisiert deren sozialmedizinische Nachsorge. Sie wurde 1952 als Zusammenschluss medizinischer Fachleute gegründet.

## Organisation
Der Verband mit Sitz in Hannover besteht aus eingetragenen Vereinen: dem Bundesverband, 16 Landesverbänden und 900 örtlichen Kontaktgruppen. Im Jahr 2017 zählte die DMSG insgesamt 43.602 eingetragene Mitglieder und beschäftigte 286 hauptamtliche Mitarbeiter. Ihre Hauptaufgabe besteht in der Interessenvertretung von MS-Erkrankten, unter anderem auch gegenüber dem Gesetzgeber und Behörden. Des Weiteren betätigt sich die DMSG bei der Initiierung und Finanzierung von Forschungsprojekten sowie deren Koordination, wie zum Beispiel dem im Jahr 2001 initiierten deutschlandweiten MS-Register. Sie stellt außerdem ein großes Informationsangebot zum Thema Multiple Sklerose und parallel zu den regionalen Selbsthilfeangeboten die soziale Plattform MS Connect zur Verfügung. Im Rahmen der Interessenvertretung erarbeitet sie auch Konzepte für die sozialmedizinische Nachsorge von MS-Patienten.
Wichtige Organe der DMSG sind der Ärztliche Beirat sowie der Bundesbeirat MS-Erkrankter. Erstgenannter setzt sich aus international anerkannten Fachleuten auf dem Gebiet der Multiple-Sklerose-Forschung und -Therapie zusammen. Er stellt das medizinische Fachgremium der Gesellschaft dar. Der Bundesbeirat MS-Erkrankter hat die Aufgabe, die Interessen der Patientenschaft darzustellen und einzubringen. Die Multiple Sklerose Therapie Konsensus Gruppe der deutschsprachigen MS-Gesellschaften hat 1999 unter Federführung des Ärztlichen Beirats Konsensusempfehlungen zur immunmodulatorischen Stufentherapie verfasst und sie mehrmals aktualisiert. Diese Empfehlungen sind mittlerweile auch durch die Deutsche Gesellschaft für Neurologie (DGN) als Behandlungs-Leitlinien anerkannt. Hinzu kamen 2018 Empfehlungen zur Behandlung von Symptomen der Multiplen Sklerose.
Abweichend trägt die Untergliederung in Baden-Württemberg die Bezeichnung AMSEL (Aktion Multiple Sklerose Erkrankter, Landesverband der DMSG in Baden-Württemberg e. V.)
Der bayerische Landesverband unterhält mit der Stadtverwaltung München, dem Bezirk Oberbayern und dem Münchner Altenwohnstift e. V. eine MS-Fachklinik, die Marianne-Strauß-Klinik, am Starnberger See.

## Geschichte
Von 1979 bis 1989 war Veronica Carstens Schirmherrin der Deutschen Multiple Sklerose Gesellschaft.
Gottfried Milde war 1998 bis 2011 Bundesvorsitzender und danach Ehrenpräsident der Deutschen Multiple Sklerose Gesellschaft.
Im Jahr 2001 übernahm Christian Wulff die Schirmherrschaft für den Bundesverband.